# Évaux-les-Bains
Évaux-les-Bains is een gemeente in het Franse departement Creuse (regio Nouvelle-Aquitaine). De plaats maakt deel uit van het arrondissement Aubusson. Évaux-les-Bains telde op 1 januari 2022 1.285 inwoners.

## Geografie
De oppervlakte van Évaux-les-Bains bedraagt 45,55 km², de bevolkingsdichtheid is 29 inwoners per km² (per 1 januari 2019).
De onderstaande kaart toont de ligging van Évaux-les-Bains met de belangrijkste infrastructuur en aangrenzende gemeenten.

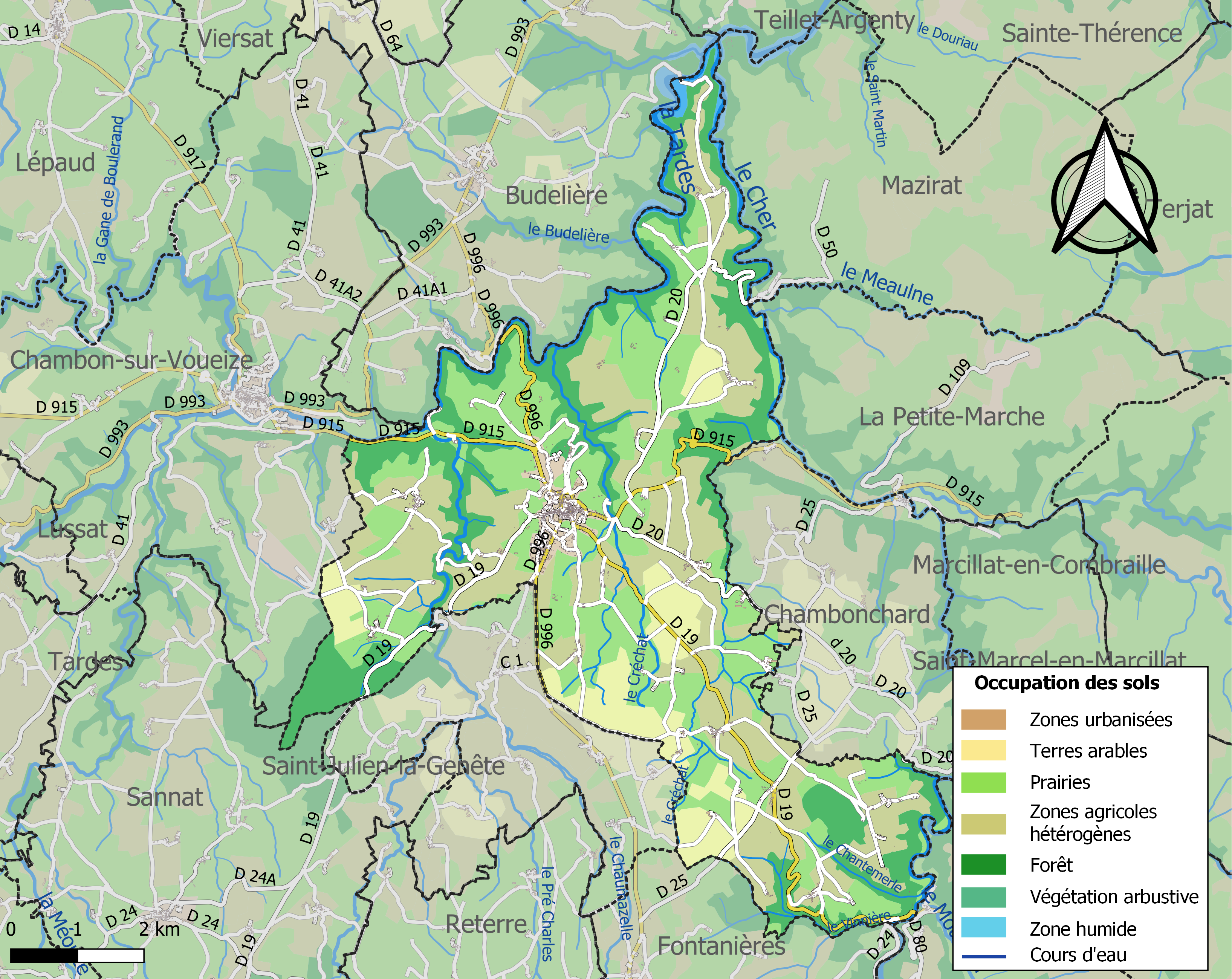

## Demografie
Onderstaande figuur toont het verloop van het inwonertal (bron: INSEE-tellingen).

## Sport
Évaux-les-Bains was één keer etappeplaats in wielerkoers Ronde van Frankrijk. In 2024 startte er de door de Deen Jonas Vingegaard gewonnen etappe naar Le Lioran.